# Герасимов Олексій Олександрович
Олексі́й Олекса́ндрович Гера́симов (нар. 30 березня 1909 — пом. 16 березня 1989) — радянський український кінооператор.

## З життєпису
1936 року закінчив операторський факультет Київського інституту кінематографії.
В часі Другої світової війни працював на Ташкентській кіностудії; був оператором Київської — у 1942—1952, і Одеської студій художніх фільмів — протягом 1953—1969 років.

## Фільмографія
- «Багата наречена» (1937), режисер Іван Пир'єв, сценарист Євген Помєщиков, також оператор Володимир Окулич, художник Милиця Симашкевич, в ролях — Марина Ладиніна, Федір Куріхін, Борис Безгін,Степан Шагайда, Наталія Гебдовська, Дмитро Капка,
- короткометражний «Стожари» — 1939, режисер — Іван Кавалерідзе,
- «Командир корабля» — 1954, режисер Володимир Браун, актори — Михайло Кузнецов, Анатолій Вербицький, Людмила Соколова, Борис Смирнов,
- «Море кличе» — 1955,
- «Пісні над Дніпром» — 1957, режисери Олексій Мішурін та В. Вронський, в ролях Володимир Кузьмін, Євгенія Мірошниченко, Михайло Земельштерн,
- «Літа молодії» 1958,
- «Вогненний міст» (фільм-спектакль) — 1958, режисери Григорій Крикун, Романов Михайло Федорович, композитор Лев Соковнін, художники Олексій Бобровников та Б. Федоренко, в ролях Михайло Бєлоусов, Романов Михайло, Валерія Драга-Сумарокова,
- «Рятуйте наші душі» — 1960, режисер Олексій Мішурін, композитор Юрій Щуровський, художник Георгій Прокопець, серед акторів — Віктор Добровольський,
- «Мрії назустріч» — 1963,
- «Зірка балету» — 1964, режисер Мішурін Олексій, сценарист Цезар Солодар, художник Михайло Юферов,
- «Товариш пісня» — 1966, режисери Валентин Козачков, Юрій Романовський та Василь Левін, художники — Юрій Горобець, Сергій Жаров, Михайло Заяць, А. Овсянкін,
- «Якщо є вітрила» — 1969, режисери Валентин Козачков й Тая Додіна, актори Віктор Семенов, Михайло Пуговкін, Нонна Копержинська.